# Listă de filme italiene din 2000
Aceasta este o listă de filme italiene din 2000:

## Lista
| 2000                                          |                       | |             |                                           |
| I cento passi                                 | Marco Tullio Giordana | Luigi Lo Cascio, Luigi Maria Burruano, Tony Sperandeo                                                                                        | Drama       | 4 David di Donatello                      |
| Bread and Tulips (Pane e tulipani)            | Silvio Soldini        | Licia Maglietta, Bruno Ganz, Giuseppe Battiston, Marina Massironi                                                                            | Comedy      | 9 David di Donatello. 5 Nastro d'Argento  |
| I nostri anni                                 | Daniele Gaglianone    | | Documentary |                                           |
| Placido Rizzotto                              | Pasquale Scimeca      | Marcello Mazzarella, Vincenzo Albanese, Carmelo Di Mazzarelli                                                                                | Drama       |                                           |
| Malèna                                        | Giuseppe Tornatore    | Monica Bellucci, Giuseppe Sulfaro, Luciano Federico                                                                                          | Drama       | 2 Academy Award nominations               |
| All the Love There Is (Tutto l'amore che c'è) | Sergio Rubini         | Damiano Russo, Michele Venitucci, Francesco Cannito, Pierluigi Ferrandini, Marcello Introna, Antonio Lanera, Sergio Rubini, Gérard Depardieu | Drama       |                                           |
| I Prefer the Sound of the Sea                 | Mimmo Calopresti      | |             | Screened at the 2000 Cannes Film Festival |